# Ôgi-ga-hara
Ôgi-ga-hara (von japanisch 扇が原 ‚Fächerfeld‘) ist ein ausladendes Moränenfeld im ostantarktischen Königin-Maud-Land. Im Königin-Fabiola-Gebirge erstreckt es sich vom Mount Gaston de Gerlache in nordwestlicher Richtung.
Japanische Wissenschaftler nahmen 1960 seine Vermessung und die deskriptive Benennung vor.